# Kanton Saint-Georges-sur-Loire
Saint-Georges-sur-Loire is een voormalig kanton van het Franse departement Maine-et-Loire. Het kanton maakte deel uit van het arrondissement Angers. Het werd opgeheven bij decreet van 26 februari 2014 met uitwerking op 22 maart 2015.

## Gemeenten
Het kanton Saint-Georges-sur-Loire omvatte de volgende gemeenten:
- Béhuard
- Champtocé-sur-Loire
- Ingrandes
- La Possonnière
- Saint-Georges-sur-Loire (hoofdplaats)
- Saint-Germain-des-Prés
- Saint-Jean-de-Linières
- Saint-Léger-des-Bois
- Saint-Martin-du-Fouilloux
- Savennières